# Hexentheoretiker
Unter dem Sammelbegriff Hexentheoretiker werden jene Autoren zusammengefasst, die sich vor allem in der Frühen Neuzeit (also etwa vom 15. – 18. Jahrhundert) mit der „Hexenfrage“ befasst haben. Die Gelehrten kamen aus verschiedenen Wissenschaftsgebieten, aus der Theologie, Philosophie, Jurisprudenz und Medizin. In ihren Werken diskutierten sie die damalige Hexenlehre bzw. einzelne Teilaspekte davon und die juristisch korrekte Durchführung der Hexenprozesse.

## Hexentheoretiker
- Alfonso Tostatus, De maleficis mulieribus, que vulgariter dicuntur bruxas (1440)
- Ponce de Feugeyron, Errores Gazariorum (1436/37, lat. „Die Irrtümer der Katharer“, gemeint sind aber nicht die wirklichen Katharer, sondern die angebliche Hexensekte)
- Claude Tholosan, Ut magorum et maleficiorum errores (um 1436)
- Johannes Nider, Formicarius (1437)
- Nicolas Jacquier, Flagellum haereticorum fascinariorum (um 1458 verfasst, 1481 gedruckt)
- Bernard Basin, Tractatus des artibus magicis ac magorum maleficis (1482)
- Jakob Sprenger und Heinrich Institoris (= Heinrich Kramer, Malleus Maleficarum (1487, „Der Hexenhammer“, Sprenger galt lange als Mitverfasser, während man heute die Alleinverfasserschaft Kramers annimmt; das Werk präsentierte die Hexenlehre erstmals systematisch und legte so die theoretische Grundlage für die Hexenverfolgung)
- Ulrich Molitor, De lamiis et phitonicis mulieribus (1489, deutsch: „Von Unholden oder Hexen“, ca. 1500)
- Johannes Trithemius, Antipalus maleficiorum (1508, „Gegner der Hexereien“)
- Bernhard von Como, Tractatus de strigiis (1508)
- Bartolomeo de Spina, Quaestio de Strigibus (1523)
- Paolo Grillando (lat. Paulus Grillandus), Tractatus de hereticis et sortilegijs omnifariam coitu eorumque penis (1527)
- Heinrich Bullinger, Wider die schwarzen Künste (1571)
- Peter Martyr Vermigli, Loci communes theologici (1576)
- Thomas Erastus, Repetitio disputationis de lamiis seu strigibus (1578)
- Jean Bodin, De la Demonomanie de sorciers (1580; lateinisch als: De magorum Daemonomania, 1581); deutsch von Johann Fischart: Vom Außgelasen wütigen Teufelsheer, 1581)
- Samuel Meiger, De Panurgia Lamiarum, Sagarum, Strigum ac Veneficarum totiusque cohortis magicae Cacodaemonia libri tres (1587)
- Peter Binsfeld, Tractatus de confessionibus maleficorum et sagarum (1589; deutsch als: Tractat von Bekanntnuß der Zauberer und Hexen, 1590)
- Wilhelm Adolf Scribonius, Sendbrief Von erkundigung und Prob der Zauberinnen durchs kalte Wasser (1583)
- Rudolf Goclenius d. Ä., Oratio de natura sagarum in purgatione examinatione per Frigidam aquis innatantium (1590)
- Nicolas Rémy, Demonolatriae libri III (1595)
- Hennigus Grosius, Magica (1597)
- Martin Anton Delrio, Disquisitonum magicarum libri sex (1599)
- Francesco-Maria Guazzo, Compendium Maleficarum (1608)
- Friedrich Förner, Panoplia armaturae dei (1625)
- Heinrich von Schultheiß, Eine ausführliche Instruction (1634)
- Benedikt Carpzov, Practica nova imperialis Saxonica Rerum Criminalius (1635); Peinlicher Sächsischer Inquisition und Achts-Prozeß (1638)
- Heinrich Rimphoff, Drachen-König (1647)
- Peter Goldschmidt, Höllischer Morpheus (1698)

## Kritiker der Hexenlehre
- Canon episcopi, (vor 1000) verurteilt als Ketzer, wer an Hexen glaubt
- Georg Golser, Bischof von Brixen, erklärte Institoris 1484 für verrückt
- Johann Weyer, De praestigiis daemonum et incantationibus ac veneficiis (1563)
- Johann Georg Gödelmann, Disputatio de magis, veneficis, maleficis et lamiis (1584; deutsch als: Von Zauberern Hexen und Unholden, 1592)
- Reginald Scot, The Discoverie of Witchcraft (1584)
- Hermann Witekind: Christlich bedencken vnd erjnnerung von Zauberey gegen die Hexenverfolgungen (1585, unter dem Pseudonym Augustin Lercheimer von Steinfelden)
- Johann Fichard, Consilia (ab 1564 verfasst, 1590 erstmals gedruckt)
- Cornelius Loos, De vera et falsa magia (1592)
- Anton Praetorius, Gründtlicher Bericht von Zauberey und Zauberern (1598 unter Pseudonym Johannes Scultetus)
- Adam Tanner: Disputationes (1617)
- Johannes Grevius: Tribunal Reformatum (1622)
- Friedrich Spee von Langenfeld: Cautio Criminalis (1631)
- Justus Oldekop: Cautelarum criminalium Syllagoge practica (1633; in 2. Auflage als: Cautelae criminales consiliariis maleficiorum Judicibus, Advocatis, Inquisitibus […], 1639)
- Johann Matthäus Meyfart: Christliche Erinnerung (1635)
- Michael Stappert, Hochnötige Unterthanige Wemütige Klage Der Frommen Unschültigen (1676; Stappert war Seelsorger bei Hexenprozessen, die von ihm verfasste Schrift wurde von Hermann Löher veröffentlicht)
- Balthasar Bekker, De betovered Wereld (1691–1693)
- Christian Thomasius, De crimine magiae (1701)
- Heinrich Bode, De fallacibus indiciis magiae (1701)
- Hermann Adolph Meinders, Unvorgreifliche Gedancken und Monita, Wie ohne blinden Eyfer und Ubereilung mit denen Hexen-Processen und der Inquisition wegen der Zauberey … in denen Königl. Preussischen und Cuhrfürstlichen Brandenburgischen Landen … zu verfahren (1716)
- Johann Pistorius d. J. rettete 1603 in Freiburg i. Br. das 14-jährige „Hexenkind“ Agatha Gatter